# Sopa de Pedra
 (avril 2023).
Sopa de Pedra est un groupe de chant polyphonique portugais, originaire de Porto, composé uniquement de femmes qui chantent a cappella des chansons traditionnelles portugaises.

## Histoire

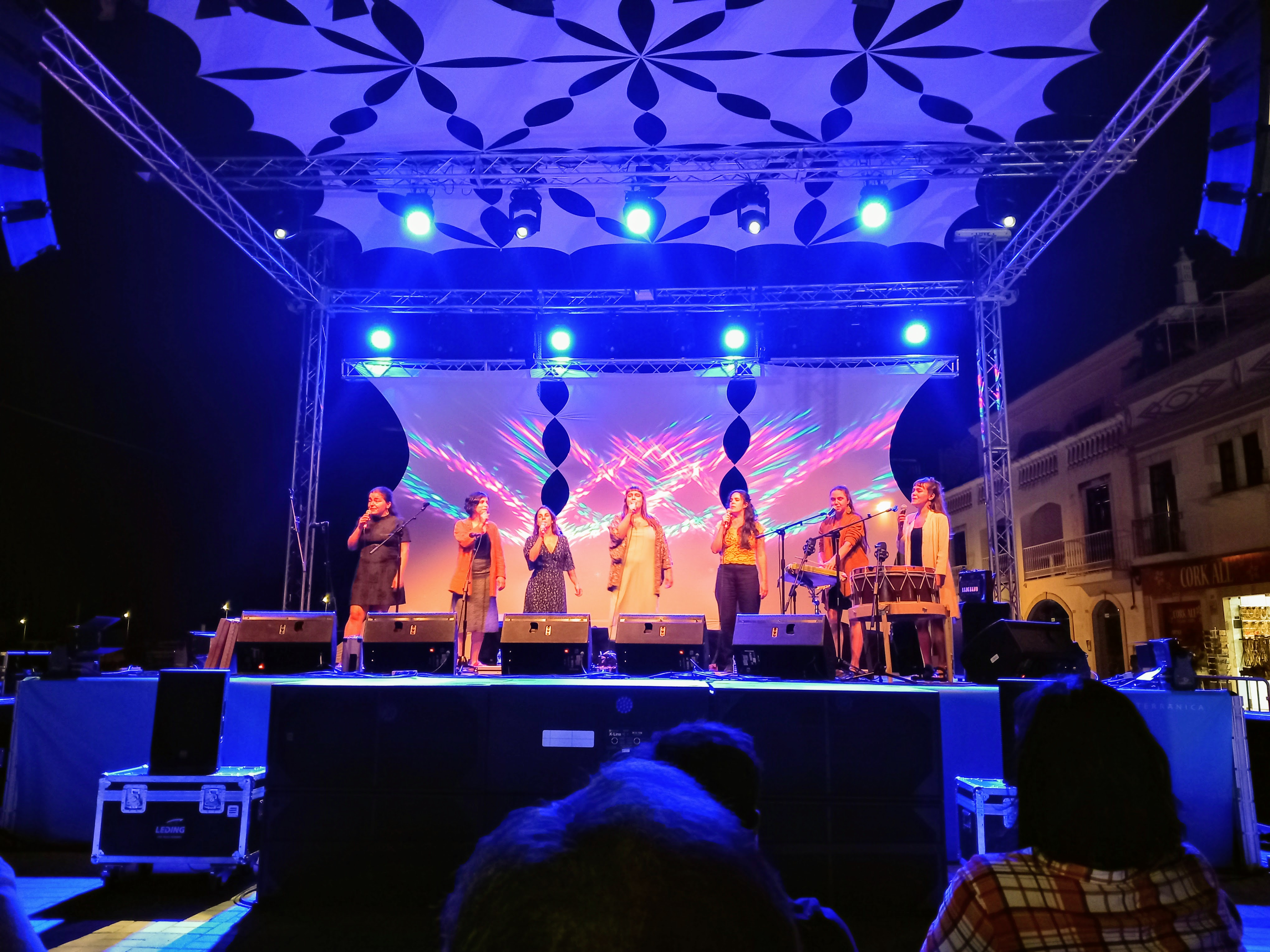
Sopa de Pedra sur scène en 2022.

Sopa de Pedra est formé à Porto et composé de dix femmes qui se connaissent depuis l'enfance et qui se sont réunies pour chanter a cappella des chansons de la musique populaire portugaise avec leurs propres arrangements,,,.
En 2012, Sara Yasmine propose qu'elles s'organisent pour aller au festival HISTeRIA de danse et de musique ethnique en Slovénie. C'est à ce moment qu'ils adoptent le nom de Sopa de Pedra. Ils finissent par ne pas aller au festival mais le groupe se forme malgré tout. La même année, Bruno Rocha, du label Turbina, devient l'agent du groupe et réserve plusieurs concerts,. Depuis lors, le groupe s'est produit dans des lieux tels que la Casa da Música, le théâtre Capitólio, l'Auditorium Espinho - Academia, ou le château de São Jorge ; dans des festivals tels que Bons Sons, Músicas do Mundo Festival et Womex,,,,,,,.

## Répertoire
Le répertoire de Sopa de Pedra est composé, entre autres, de morceaux de tradition orale de plusieurs régions portugaises, du chant mirandês de Trás-os-Montes aux ballades açoréennes, des chants adufeiras de Beira Baixa au Cante Alentejano, ainsi que de thèmes écrits par Amélia Muge, Almanaque, José Mário Branco, João Loio, et Zeca Afonso, entre autres,.

## Discographie partielle
- 2017 : Ao Longe Já Se Ouvia (réédité en 2019)[13],[15].
- 2022 - Do Claro ao Breu[16]